# Verkündungstermin
Als Verkündungstermin wird ein in einem Gerichtsverfahren eigens zur Verkündung einer Entscheidung anberaumter Gerichtstermin bezeichnet. Die Entscheidung ist in der Regel ein Urteil, kann jedoch auch eine andere Entscheidung, etwa ein Beschluss sein. Durch die Anberaumung eines Verkündungstermins soll dem Gericht die Möglichkeit gegeben werden, insbesondere in schwierigen Fällen, die Entscheidung in Ruhe und ohne übermäßigen Zeitdruck abzufassen.

## Zivilprozess
Im Zivilprozess kann ein Urteil entweder schon im Anschluss an die mündliche Verhandlung verkündet werden – ein solches Urteil wird auch Stuhlurteil genannt – oder in einem gesondert angesetzten Termin, dem Verkündungstermin. Letzteres ist in der Praxis weit häufiger als das Stuhlurteil. Der Verkündungstermin soll in der Regel nicht mehr als drei Wochen nach der Verhandlung angesetzt werden (§ 310 Abs. 1 Satz 2 ZPO). In einem Verkündungstermin muss das Urteil vollständig, also mit schriftlichen Urteilsgründen vorliegen (§ 310 Abs 2 ZPO).
Die Urteilsverkündung erfolgt durch Verlesen der Urteilsformel in öffentlicher Sitzung. Erscheinen die Prozessparteien nicht zum Verkündungstermin, was im Zivilprozess häufig der Fall ist, kann auch die Verlesung der Urteilsformel entfallen; sie wird dann durch eine bloße „Bezugnahme“ ersetzt (§ 311 Abs. 2 Satz 2 ZPO). Die Urteilsgründe werden in der Regel nicht mündlich mitgeteilt.
Beim Amtsgerichtsprozess ist bei Streitwerten bis 600 Euro auch die Zustellung der Entscheidung an Verkündungs statt zulässig (§ 495a ZPO).

## Strafprozess
Im Strafprozess ist die Urteilsverkündung am Ende der Hauptverhandlung die Regel (Stuhlurteil), sie kann jedoch auch in einem weiteren Termin spätestens am elften Tag nach der Hauptverhandlung erfolgen (§ 268 Abs. 3 StPO). Kann diese Frist nicht eingehalten werden, muss die gesamte Hauptverhandlung wiederholt werden. Die Urteilsverkündung erfolgt durch Verlesen der Urteilsformel und mündliche Mitteilung oder Verlesung der Gründe. Auch hier sollen bei Anberaumung eines gesonderten Verkündungstermins die Gründe vorher schriftlich niedergelegt werden.

## Verwaltungsprozess
Im Verwaltungsprozess ist die Zustellung des Urteils anstelle einer Verkündung zulässig (§ 116 Abs. 2 VwGO). Selten ist die Urteilsverkündung am Ende des Verhandlungstermins, aber auch die Anberaumung eines Verkündungstermins möglich, der nicht über zwei Wochen hinaus angesetzt werden soll (§ 116 Abs. 1 VwGO).